# New King James Version
De New King James Version (NKJV) is een moderne Bijbelvertaling die wordt uitgegeven door de uitgeverij Thomas Nelson, Inc. Deze Engelse vertaling van de Bijbel werd aanvankelijk uitgegeven onder de naam Revised Authorized Version, maar is vooral bekend geworden onder de titel New King James Version.
De NKJV is in drie stappen uitgegeven:
- New King James Bible, New Testament, 1979
- New King James Bible, New Testament and Psalms, 1980
- New King James Version of the Holy Bible, containing the Old and New Testaments, 1982

Er bestaat ook een audioversie van de NKJV die is uitgebracht door Thomas Nelson, Inc., genaamd The Word of Promise Audio Bible ("Woord van de Belofte Audio Bijbel"). De audioversie werd ingesproken door bekende Amerikaanse en Britse acteurs, waaronder Jim Caviezel, Richard Dreyfuss en Malcolm McDowell.
Gideons International, een organisatie die Bijbels ter beschikking stelt voor onder meer hotels, motels, ziekenhuizen en gevangenissen, maakt gebruik van de NKJV.

## Totstandkoming van de NKJV
De NKJV is een herziening van de King James Version, de bekendste Protestantse Bijbelvertaling die in 1611 in opdracht van de koning Jacobus I van Engeland (James I of England) werd uitgegeven. Hoewel er door de eeuwen heen verschillende revisies werden gepubliceerd (waaronder de bekende herziening uit 1769), werd de KJV vanwege haar archaïsche taalgebruik steeds ontoegankelijker. Een aantal vooraanstaande Amerikaanse geleerden, waaronder de tekstcriticus dr. Arthur Farstad, vatten daarom aan het begin van de jaren 70 het plan op om een nieuwe Bijbelvertaling te maken die in de (literaire en theologische) traditie van de KJV staat. Na enkele bijeenkomsten in Nashville en Chicago ging het vertaalproject in 1975 van start. De vertaalcommissie bestond in totaal uit 130 personen, w.o. dr. Farstad.
In 1979 verscheen de vertaling van het Nieuwe Testament, in 1980 de Psalmen en in 1982 was de gehele Bijbel vertaald. Er werd geen vertaling gemaakt van de Apocriefen, hoewel de Apocriefen wel een wezenlijk onderdeel zijn van de KJV. De nieuwe vertaling was voorzien van inleidingen op de verschillende Bijbelboeken, voetnoten, verwijzingen, een concordantie en woordenboek.

## Tekstuele basis

### Oude Testament
De vertalers van de NKJV maakten gebruik van de uitgave van de Biblia Hebraica uit 1966/1977. De Biblia Hebraica gaat terug op de Codex Leningradensis uit 1008, de oudste complete Hebreeuwse Bijbel. Voortdurend werd echter ook de Rabbijnse Bijbel van Daniël Bomberg uit 1524/25 geraadpleegd. Zowel de Biblia Hebraica als de Rabbijnse Bijbel (Mikraot Gedolot) zijn van de hand van de Masoreten (middeleeuwse Joodse kopiisten), alleen werd de Codex Leningradensis nooit door de vertalers van de King James Version gebruikt.
De vertalers van de NKJV gaven in voetnoten aan waar de tekst van de Septuaginta (oude Griekse vertaling van het Oude Testament) en de Dode Zeerollen wezenlijk afwijken van de Masoretische Tekst.

### Nieuwe Testament
Net als de vertalers van de KJV maakten de vertalers van de NKJV gebruik van de zogenaamde Textus Receptus van het Nieuwe Testament. Het gebruik van de Textus Receptus is in theologische kringen omstreden, omdat de TR is samengesteld uit veel jongere Byzantijnse manuscripten dan de tekstkritische manuscripten (bijvoorbeeld de Nestle-Aland-editie) die tegenwoordig door vertalers worden gebruikt. Het is overigens wel logisch dat de vertalers van de NKJV gebruikmaakten van de Textus Receptus, want als men de tekstkritische manuscripten had gebruikt, dan had de NKJV natuurlijk niet door kunnen gaan voor een herziening van de KJV en was de NKJV simpelweg een nieuwe vertaling geweest. De vertalers geven in de inleiding geen wetenschappelijk argumenten voor het gebruik van de TR (pagina v). Wel schrijft men in de inleiding het volgende:
"Recent studies have caused significant changes in this view (nl. de voorkeur voor tekstkritische mss.) , and a growing number of scholars now regard the Received Text (d.i. de Textus Receptus) as far more reliable than previously thought."
Farstad verdedigde het gebruik van de Textus Receptus, hoewel hij wel toegaf dat de Byzantijnse Meerderheidstekst (waarvan de TR is afgeleid) superieurder is dan de TR. In de talrijke voetnoten worden echter wel variantlezingen gemeld ten opzichte van de MT (Meerderheidstekst), de tekstkritische mss. (UBS) en de Vulgaat (Vulgate).

## Vertaaltype
Net als haar grote voorganger de KJV is de NKJV een letterlijke vertaling (formeel equivalente vertaling) van de grondtekst. Het mijden van al te archaïsch (ouderwets) taalgebruik (speaks in plaats van speaketh) en het gebruik van het historisch tweede persoon enkelvoud (Thy, thou, thee, ye en thine) door modern spraakgebruik (bijvoorbeeld you) is de vertaling wel een stuk toegankelijker.
De NKJV wordt door veel protestantse en evangelische Kerken gebruikt. De zogenaamde King James Only Movement, die alleen maar gebruikmaakt van de KJV, wijst de NKJV resoluut van de hand.